# 28-й отряд специального назначения «Ратник»
28-й отдельный отряд специального назначения «Ратник» — войсковое подразделение Росгвардии (до 2016 года — Внутренних войск МВД). Создан 1 июля 2002 года. Базируется в г. Архангельск, комплектуется полностью на контрактной основе. Бойцы «Ратника» регулярно проходят квалификационные испытания на право ношения крапового берета.

## Задачи
На отряд возлагаются следующие задачи:
- Участие в разоружении и ликвидации незаконных вооружённых формирований, организованных преступных групп, пресечении массовых беспорядков, сопровождающихся вооружённым насилием, изъятии у населения незаконно хранящегося оружия;
- Участие в пресечении актов терроризма;
- Участие в обезвреживании лиц, захвативших заложников, важные государственные объекты, специальные грузы, сооружения на коммуникациях, а также здания органов государственной власти;
- Участие в обеспечении безопасности должностных лиц и отдельных граждан Российской Федерации в соответствии с законодательством Российской Федерации[1].

## История
В связи с напряжённой обстановкой на Северном Кавказе, в 2002 году Министром внутренних дел было принято решение о формировании новых отрядов спецназа МВД. Одним из этих отрядов стал 28-й отряд специального назначения внутренних войск «Ратник», сформированный 1 июля 2002 года в г. Архангельск. Первым командиром отряда стал полковник Николай Лисаков, который приложил много усилий к созданию нового подразделения. Отряд комплектовался из опытных офицеров, прапорщиков и военнослужащих-контрактников, имеющих боевой опыт.

## Боевой путь
С ноября 2002 г. по январь 2003 г. 150 бойцов из отряда находились на стажировке в Чеченской Республике, в составе ОСпН МВД «Русь». Через полгода подразделение отправилось на Северный Кавказ уже самостоятельно. Основные операции проводились в разных районах Грозного.
В марте 2017 года отряд принял участие в командно-штабных учениях под кодовым названием «Рельеф», на которых отрабатывалось взаимодействие между силовыми ведомствами Архангельской области.

## Потери
- Прапорщик Михаил Нефёдовский — инструктор группы специальной разведки, погиб 24 ноября 2006 г. в Грозном;
- Капитан Константин Дементьев — старший помощник начальника штаба по техническим средствам разведки, при проведении рекогносцировки в Грозном 21 мая 2008 г. был тяжело ранен в голову выстрелом из проезжающей машины, скончался в госпитале через две недели;
- Сержант Сергей Макаров — командир штурмового отделения 3-й группы специального назначения, при выполнении разведывательно-поисковых мероприятий в горно-лесистой местности Веденского района 28 августа 2008 г. погиб, подорвавшись на взрывном устройстве, установленном на растяжку;
- Старший сержант Степан Русских — разведчик-гранатомётчик разведывательной группы, погиб при выполнении разведывательно-поисковых мероприятий восточнее посёлка Дуба-Юрт 23 августа 2009 г.